# Lachendorf
Lachendorf község Németországban, Alsó-Szászországban, a Cellei járásban. Lakosainak száma 6577 fő (2023. december 31.).

## Földrajza
Lachendorf Ahnsbeck, Wienhausen, Celle, Beedenbostel és Eldingen községekkel határos.

## Testvértelepülések
- Bricquebec